# Laccophilus maindroni
Laccophilus maindroni es una especie de escarabajo del género Laccophilus, familia Dytiscidae. Fue descrita científicamente por Régimbart en 1897.
Esta especie se encuentra en Europa y Asia del Norte (excepto China).